# Moon Chae-won
Moon Chae-won (문채원?, 文彩元?, Moon Chae-wonLR, Moon Ch'aewŏnMR; Daegu, 13 novembre 1986) è un'attrice sudcoreana.

## Carriera
Moon debuttò come attrice nel 2007 nella sitcom Dallyeora godeung-eo (Mackerel Run), insieme al collega Lee Min-ho, con cui recitò anche nella commedia del 2008 Ulhakgyo Iti (Our School's E.T.). Sempre nello stesso anno, apparve nel videoclip del brano "Parting Once Again" di Sung Si-kyung. Il suo primo ruolo di rilievo fu nel drama Baram-ui hwa-won (Painter of the Wind), dove interpretò una gisaeng lesbica; seguì Channanhan yusan (Brilliant Legacy), una delle serie più viste del 2009 in Corea del Sud. Dopo altri ruoli secondari, fu la protagonista del drama Gwaenchanh-a, appa ttal (It's Okay, Daddy's Girl), per la quale cantò un brano della colonna sonora, "Clementine".
Nel 2011, le fu offerto l'unico ruolo femminile nel film d'azione Choejongbyeonggi hwal (War of the Arrows), che fu il più visto dell'anno. Subito dopo, tornò al piccolo schermo in Gongju-ui namja (The Princess Man), ambientata durante la dinastia Joseon. Fu poi la protagonista femminile delle serie Sesang eodi-edo eobnneun chakhan namja (The Innocent Man, 2012) e Good Doctor (2013). Tornò sul grande schermo nel 2015, nella commedia romantica Oneur-ui yeon-ae (Love Forecast), nella quale recitò al fianco di Lee Seung-gi, con cui aveva già lavorato in Channanhan yusan.

## Filmografia

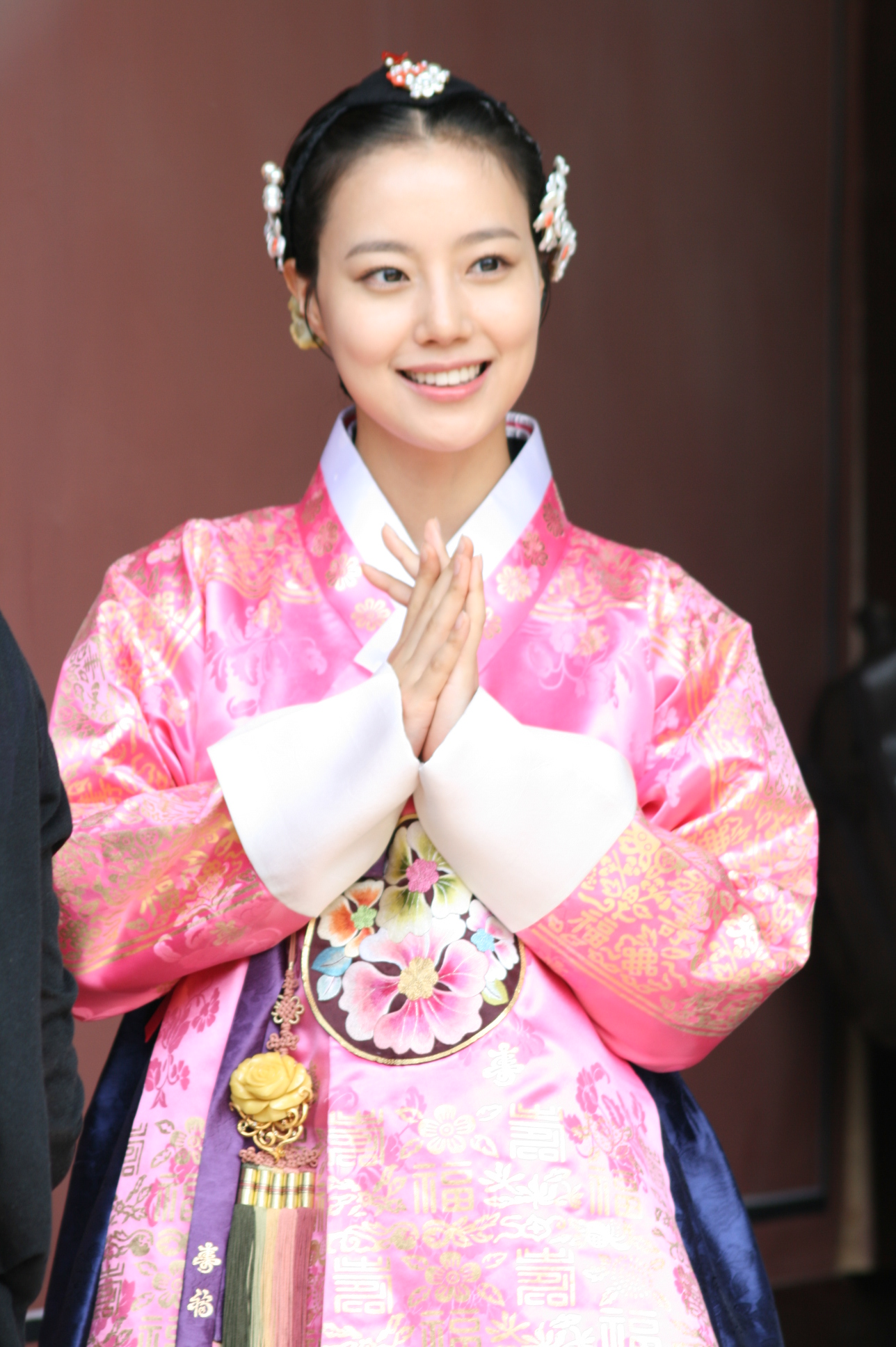
Moon Chae-won al servizio fotografico per Gongju-ui namja.

### Televisione
- Kim Hyun-chul-ui yeon-ae-ui jaeguseong (김현철의 연애의 재구성) – serie TV, episodio 2 (2007)
- Dallyeora godeung-eo (달려라 고등어) – serie TV, 8 episodi (2007)
- Baram-ui hwa-won (바람의 화원) – serie TV, 20 episodi (2008)
- Channanhan yusan (찬란한 유산) – serie TV, 28 episodi (2009)
- Agassireul butakhae (아가씨를 부탁해) – serie TV, 16 episodi (2009)
- Road No. 1 (로드 넘버원) – serie TV, episodio 20 (2010)
- Gwaenchanh-a, appa ttal (괜찮아, 아빠 딸) – serie TV, 17 episodi (2010-2011)
- Gongju-ui namja (공주의 남자) – serie TV, 24 episodi (2011)
- Sesang eodi-edo eobnneun chakhan namja (세상 어디에도 없는 착한 남자) – serie TV, 20 episodi (2012)
- Good Doctor (굿 닥터) – serie TV, 20 episodi (2013)
- Goodbye Mr. Black (굿바이 미스터) – serie TV (2016)
- Criminal Mind (크리미널 마인드?) – serie TV (2017)
- Ag-ui kkot (악의 꽃?) – serie TV (2020)
- Payback: Money and Power (법쩐?, BeopjjeonLR) – serie TV, 12 episodi (2023)

### Cinema
- Ulhakgyo Iti (울학교 이티), regia di Park Kwang-chun (2008)
- Choejongbyeonggi hwal (최종병기 활), regia di Kim Han-min (2011)
- Min-woo-ssi oneunnal (민우씨 오는날), regia di Kang Je-gyu – cortometraggio (2014)
- Oneur-ui yeon-ae (오늘의 연애), regia di Park Jin-pyo (2015)
- Geunar-ui bun-wigi (그날의 분위기?), regia di Jo Kyu-jang (2016)

## Riconoscimenti
| Anno | Premio                                  | Categoria                                             | Opera nominata                         | Risultato       |
| ---- | --------------------------------------- | ----------------------------------------------------- | -------------------------------------- | --------------- |
| 2008 | Korean Culture and Entertainment Awards | Best New Actress (TV)                                 | Baram-ui hwa-won                       | Vincitore/trice |
| 2008 | SBS Drama Awards                        | Best Couple Award con Moon Geun-young                 | Baram-ui hwa-won                       | Vincitore/trice |
| 2008 | SBS Drama Awards                        | New Star Award                                        | Baram-ui hwa-won                       | Vincitore/trice |
| 2009 | Baeksang Arts Awards                    | Best New Actress (TV)                                 | Baram-ui hwa-won                       | Candidato/a     |
| 2009 | KBS Drama Awards                        | Best New Actress                                      | Agassileul butakae                     | Candidato/a     |
| 2010 | SBS Drama Awards                        | Excellence Award, Actress in a Special Planning Drama | Gwaenchanh-a, appa ttal                | Candidato/a     |
| 2011 | Grand Bell Awards                       | Best New Actress                                      | Choejongbyeonggi hwal                  | Vincitore/trice |
| 2011 | Blue Dragon Film Awards                 | Best New Actress                                      | Choejongbyeonggi hwal                  | Vincitore/trice |
| 2011 | Korea Lifestyle Awards                  | Best Dressed of the Year                              |                                        | Vincitore/trice |
| 2011 | Asian Jewelry Awards                    | Diamond Award, Actress category                       |                                        | Vincitore/trice |
| 2011 | Korea Best Dressed Swan Awards          | Best Dressed, TV Actress category                     |                                        | Vincitore/trice |
| 2011 | Korean Culture and Entertainment Awards | Excellence Award, Actress (Film)                      | Choejongbyeonggi hwal                  | Vincitore/trice |
| 2011 | Korean Culture and Entertainment Awards | Top Excellence Award, Actress (TV)                    | Gongju-ui namja                        | Vincitore/trice |
| 2011 | KBS Drama Awards                        | Best Couple Award con Park Si-hoo                     | Gongju-ui namja                        | Vincitore/trice |
| 2011 | KBS Drama Awards                        | Popularity Award, Actress                             | Gongju-ui namja                        | Vincitore/trice |
| 2011 | KBS Drama Awards                        | Excellence Award, Actress in a Mid-length Drama       | Gongju-ui namja                        | Candidato/a     |
| 2011 | KBS Drama Awards                        | Top Excellence Award, Actress                         | Gongju-ui namja                        | Vincitore/trice |
| 2012 | Baeksang Arts Awards                    | Best Actress (TV)                                     | Gongju-ui namja                        | Candidato/a     |
| 2012 | Seoul International Drama Awards        | Outstanding Korean Actress                            | Gongju-ui namja                        | Candidato/a     |
| 2012 | K-Drama Star Awards                     | Excellence Award, Actress                             | Sesang eodi-edo eobnneun chakhan namja | Candidato/a     |
| 2012 | KBS Drama Awards                        | Best Couple Award con Song Joong-ki                   | Sesang eodi-edo eobnneun chakhan namja | Vincitore/trice |
| 2012 | KBS Drama Awards                        | Netizen's Award                                       | Sesang eodi-edo eobnneun chakhan namja | Vincitore/trice |
| 2012 | KBS Drama Awards                        | Excellence Award, Actress in a Mid-length Drama       | Sesang eodi-edo eobnneun chakhan namja | Candidato/a     |
| 2012 | KBS Drama Awards                        | Top Excellence Award, Actress                         | Sesang eodi-edo eobnneun chakhan namja | Vincitore/trice |
| 2013 | Monte-Carlo Television Festival         | Outstanding Actress in a Drama Series                 | Gongju-ui namja                        | Candidato/a     |
| 2013 | Seoul International Drama Awards        | Outstanding Korean Actress                            | Sesang eodi-edo eobnneun chakhan namja | Candidato/a     |
| 2013 | Korean Culture and Entertainment Awards | Top Excellence Award, Actress (TV)                    | Good Doctor                            | Candidato/a     |
| 2013 | Korea Drama Awards                      | Top Excellence Award, Actress                         | Good Doctor                            | Candidato/a     |
| 2013 | APAN Star Awards                        | Excellence Award, Actress                             | Good Doctor                            | Candidato/a     |
| 2013 | KBS Drama Awards                        | Best Couple Award con Joo Won                         | Good Doctor                            | Vincitore/trice |
| 2013 | KBS Drama Awards                        | Popularity Award, Actress                             | Good Doctor                            | Vincitore/trice |
| 2013 | KBS Drama Awards                        | Excellence Award, Actress in a Mid-length Drama       | Good Doctor                            | Vincitore/trice |
| 2013 | KBS Drama Awards                        | Top Excellence Award, Actress                         | Good Doctor                            | Candidato/a     |
| 2014 | Seoul International Drama Awards        | Outstanding Korean Actress                            | Good Doctor                            | Candidato/a     |